# Heliophanus modicus
Heliophanus modicus är en spindelart som beskrevs av George William Peckham och Elizabeth Maria Gifford Peckham 1903. Heliophanus modicus ingår i släktet Heliophanus och familjen hoppspindlar. Inga underarter finns listade i Catalogue of Life.